# Romain Millo-Chluski
Romain Millo-Chluski (Ris-Orangis, 20 aprile 1983) è un ex rugbista a 15 francese che giocava nel ruolo di seconda linea.

## Biografia
Proveniente rugbisticamente dal Massy, club dell'Essonne, suo dipartimento d'origine, Millo-Chluski, di ascendenze italo-polacche, si impose al Tolosa, club con il quale si laureò nel 2004 campione d’Europa; già internazionale al campionato del mondo Under-12 nel 2003, nel 2005 esordì in Nazionale maggiore contro gli Springboks nel corso di un tour in Sudafrica.
Nel giugno 2009, dopo essere stato schierato in corso d'anno in due incontri del Sei Nazioni, il C.T. Marc Lièvremont lo incluse nei convocati al tour francese in Australasia.
Campione d'Europa nel 2010 con il Tolosa, e successivamente francese nel 2011, ha preso parte alla Coppa del Mondo di rugby 2011 in cui la Francia è giunta fino alla finale.

## Palmarès
- Campionati francesi: 3
Tolosa: 2007-08, 2010-11, 2011-12
- Heineken Cup: 3
Tolosa: 2002-03, 2004-05, 2009-10